# Institut atlantique d'aménagement du territoire
L'Institut atlantique d'aménagement du territoire est un centre de ressources et de recherche français, à statut associatif, créé en 1994 afin de mettre à disposition documentation et information sur l’espace atlantique français pour conseiller les pouvoirs publics dans leurs politiques d’aménagement du territoire.
Il possède un centre de documentation alimentant plusieurs bases de données, le Système d'information régional (SIR) et le Système permanent de documentation et d’information sur l’espace atlantique français (SIIAT). Il produit également des atlas et de la cartographie, ainsi que des analyses.
Il est installé dans le bâtiment Antarès de la technopole du Futuroscope.